# Rhinophyllis dasychiras
Rhinophyllis dasychiras är en fjärilsart som beskrevs av Edward Meyrick 1936. Rhinophyllis dasychiras ingår i släktet Rhinophyllis och familjen äkta malar. Inga underarter finns listade.